# Emersleben
Emersleben is een plaats en voormalige gemeente in de Duitse deelstaat Saksen-Anhalt, en maakt deel uit van de Landkreis Harz.
Emersleben telt 639 inwoners. De toenmalige zelfstandige gemeente werd op 1 januari 1995 geannexeerd door Halberstadt.